# Matteo 2

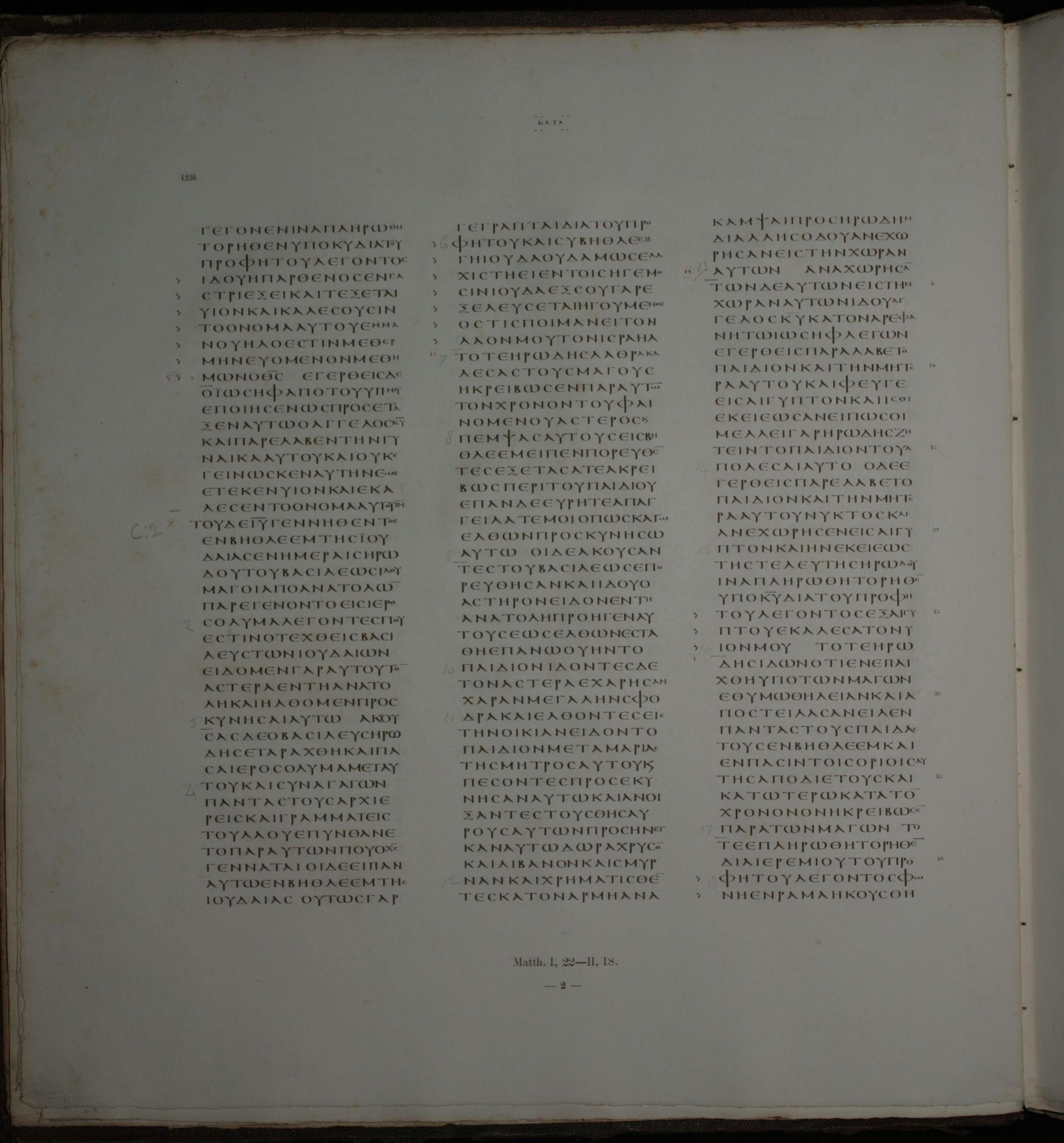
Parte di Matteo 2 su una pagina del Codex Vaticanus (~325-350)

Matteo 2 è il secondo capitolo del vangelo secondo Matteo nel Nuovo Testamento. Esso descrive gli eventi della nascita di Gesù, la visita dei re magi e il tentativo di re Erode di uccidere il messia infante, la fuga di Giuseppe e della sua famiglia in Egitto e il loro successivo ritorno in Israele, stabilendosi a Nazareth.

## Testo
Il testo originale era scritto in greco antico. Il capitolo è diviso in 23 versetti.

### Testimonianze scritte
Tra le principali testimonianze documentali di questo capitolo vi sono:
- Codex Vaticanus (~325–350; completo)
- Codex Sinaiticus (~330–360; completo)
- Codex Washingtonianus (~400)
- Codex Bezae (~400; completo)
- Codex Ephraemi Rescriptus (~450; completo)

## Analisi

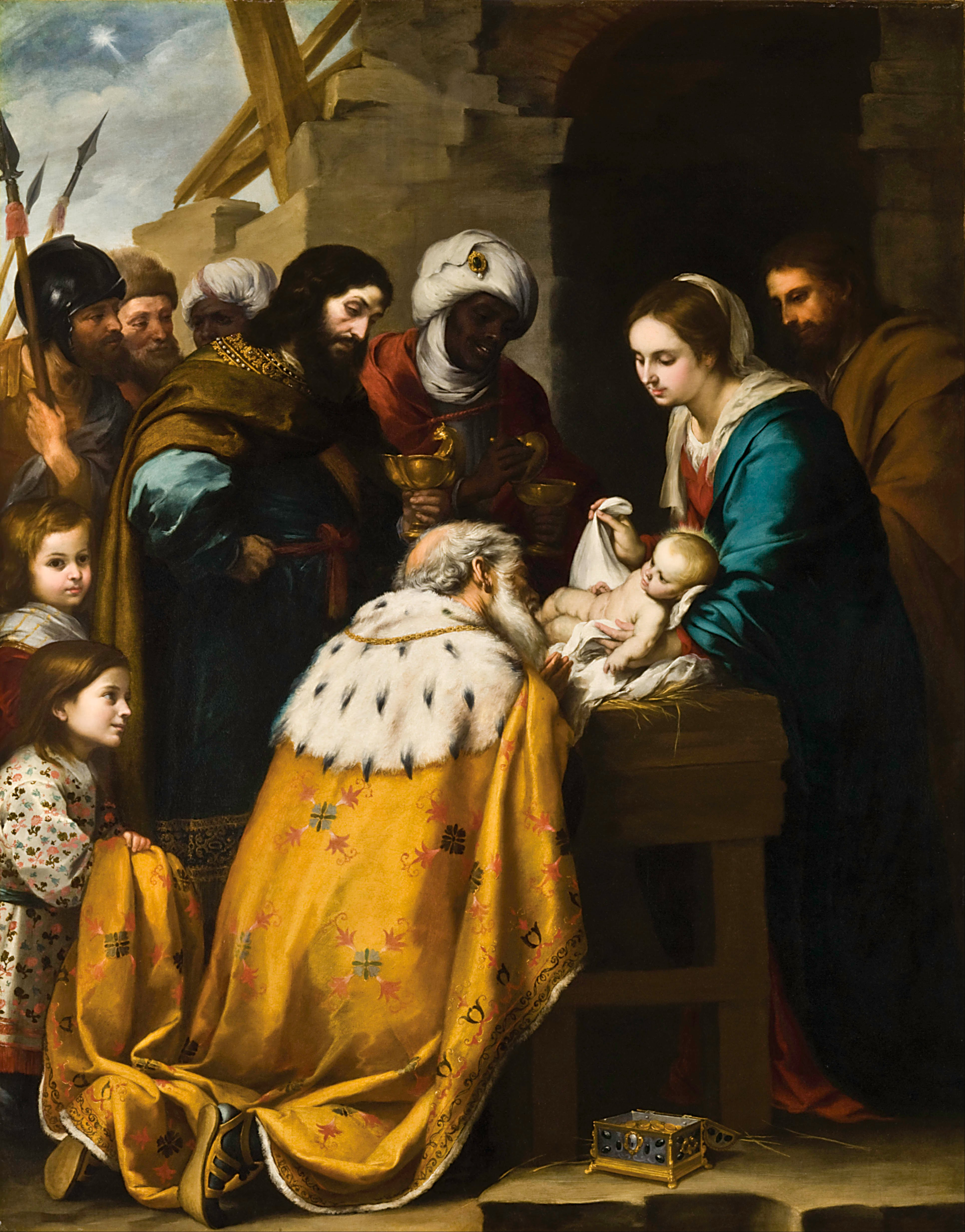
LAdorazione dei Magi secondo Bartolomé Estéban Murillo

Ciascuna delle quattro sezioni di questo capitolo si riferiscono a una citazione del Vecchio Testamento a cui Matteo collega Gesù e la sua missione:
1. Michea 5,2 - E tu, Betlemme...
2. Osea 11,1 - Ho richiamato mio figlio dall'Egitto
3. Geremia 31,15 - Una voce si ode da Rama, lamento e pianto amaro: Rachele piange i suoi figli, rifiuta d'essere consolata perché non sono più
4. Sarà chiamato Nazareno - il testo di Matteo indica che queste parole vennero "pronunciare dai profeti",[1] ma "non è chiaro a quale profetizzazione Matteo faccia riferimento".

L'ultima parte di Matteo 1 è scritta in maniera simile, con una citazione da Isaia 7,14, ed è spesso vista come parte della medesima sezione. Il teologo Krister Stendahl ha notato come ciascuna delle quattro citazioni nel capitolo contenga nomi di luoghi, e pertanto egli vede questo intero capitolo come un'apologia del perché il messaggio del messia si sia portato dall'importante centro di Betlemme al meno significativo di Nazareth.
France ha notato che le citazioni del Vecchio Testamento in questo capitolo sono "notoriamente oscure e poco convincenti." Molte di queste sono state alterate rispetto alle originali, con alcuni passaggi completamente stravolti nel significato. Quasi tutte sono estrapolate dal contesto originario, e presentate come profezie pur non essendo inquadrate nel discorso originario. La più confusa è quella citata in Matteo 2,23, che non appare in alcun punto dell'Antico Testamento. San Girolamo l'associa a Isaia 11,1, dove l'etimologia di Nazareth viene derivata dalla parola che in ebraico significa ramo (ne'tser). Che le citazioni siano state adattate al testo, è per France e altri la chiara evidenza che venne prima costruita la narrazione e successivamente vennero aggiunte le citazioni. L'autore Matteo credeva fermamente nella narrazione che andava riportando nel suo testo e non l'avrebbe mai alterata per adattarvi le profezie.
Come con Matteo 1 gran parte degli studiosi ritengono che questo capitolo sia improntato a dimostrare che Gesù è il messia dei profeti. Il capitolo contiene cinque riferimenti al Vecchio Testamento, uno dei punti di maggiore concentrazione di tutto il Nuovo Testamento. Matteo utilizza quindi tali riferimenti per dimostrare che Gesù è il predetto dai profeti. Schweizer ha notato come il capitolo sia diviso in modo tale che ciascuna sezione termini con una citazione tratta dal Vecchio Testamento. Come nella genealogia presente in Matteo 1 molti studiosi hanno visto in questo capitolo un legame con le origini della storia del popolo ebraico, un elemento ricorrente e importante anche nelle vicende di Matteo. Matteo fa un parallelismo col Libro dell'Esodo, paragonando quindi Gesù a Mosè e Erode al Faraone. Il vangelo menziona inoltre il soggiorno della Sacra Famiglia in Egitto di cui non si fa menzione in nessun altro vangelo. Citando Geremia (31,15), la strage degli Innocenti è collegata alla cattività babilonese e Gesù nasce a Betlemme, eco di re David che pure nacque in quel villaggio.
Nel contempo questo capitolo contiene anche diversi passaggi che sono sentiti come anti-semitici. Matteo 2,3 e Matteo 2,4 mostrano entrambi i capi degli ebrei e il popolo di Gerusalemme che collabora col tiranno Erode nell'uccidere i primogeniti. La storicità di questo fatto è dubbia dal momento che altre fonti contemporanee mostrano infatti come tra il re e gli abitanti locali vi fosse animosità. Il teologo americano Robert H. Gundry ha notato come la persecuzione sia un tema importante per Matteo, il quale scriveva in un momento in cui diverse forze esterne stavano tentando di schiacciare il nuovo movimento religioso del cristianesimo.
Gran parte di ciò che si trova in questo capitolo non si trova in nessun altro vangelo e differisce significativamente dalla narrazione dell'infanzia di Gesù che si trova in Luca 2. Gli studiosi del vangelo hanno sviluppato delle teorie per spiegare queste discrepanze che permettono di mettere in discussione anche l'infallibilità della Bibbia. Altri studiosi ritengono che questa parte del vangelo di Matteo non sia da ritenersi letteralmente un'opera storica: ad esempio, Gundry vede il vangelo di Matteo come una versione abbellita di quello di Luca, con gli umili pastori adoranti trasformati in più esotici magi.

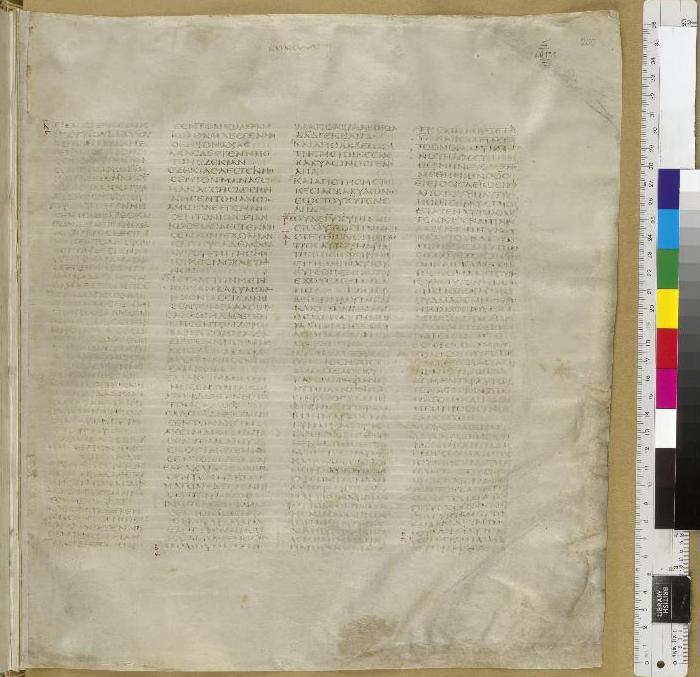
Codex Sinaiticus (c. 330-360), Matteo 1,1-2,5

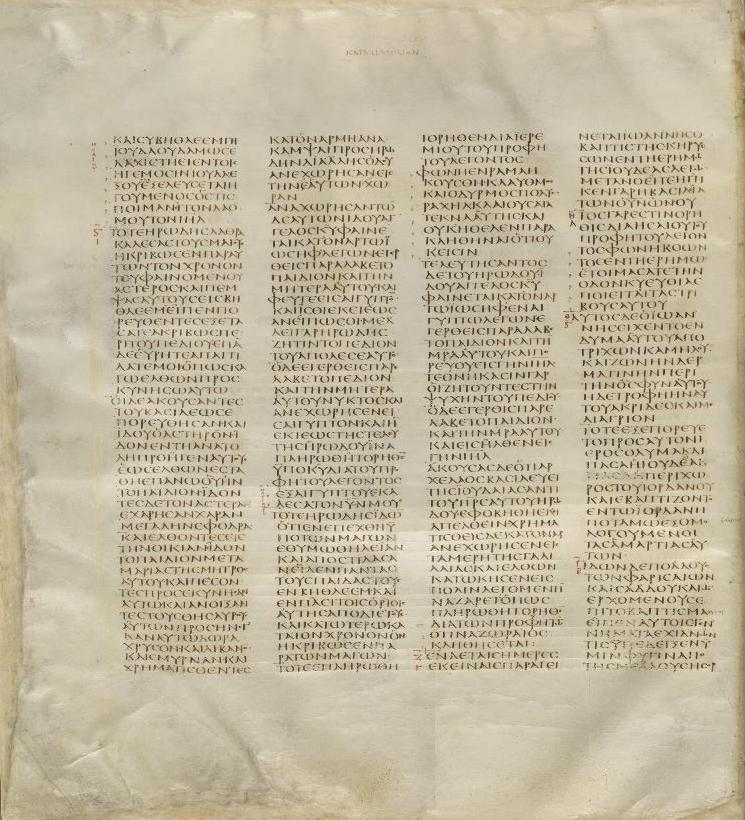
Codex Sinaiticus (c. 330-360), Matteo 2,5-3,7